# فیرمین سانو
فیرمین سانو (انگلیسی: Firmin Sanou؛ زادهٔ ۲۱ آوریل ۱۹۷۳) بازیکن فوتبال اهل بورکینافاسو بود.
وی همچنین در تیم ملی فوتبال بورکینافاسو بازی کرده است.